# OpenAI
OpenAI este un institut de cercetare a inteligenței artificiale format din corporația cu scop lucrativ OpenAI LP și compania-mamă, organizația non-profit OpenAI Inc. Compania, considerată un concurent al lui DeepMind, efectuează cercetări în domeniul IA cu scopul declarat de a promova și dezvolta IA prietenoasă într-un mod de care să beneficieze întreaga omenire. Organizația a fost înființată la San Francisco la sfârșitul anului 2015 de Elon Musk, Sam Altman și alții, care au promis împreună un miliard de dolari SUA. Musk a demisionat din consiliul de administrație în februarie 2018, dar a rămas finanțator. În 2019, OpenAI LP a primit o investiție de 1 miliard de dolari SUA de la Microsoft.